# Täler und Verlandungszone am Gelterswoog
Täler und Verlandungszone am Gelterswoog ist ein Naturschutzgebiet auf dem Gebiet der Stadt und des Landkreises Kaiserslautern in Rheinland-Pfalz.

## Lage
Es umfasst das Westufer des Gelterswoogs sowie weitere kleine Seen und Moore, unter denen dem Kolbenwoog (ca. 1 km nordwestlich des Gelterswoog im Kolbental) und dem Kolbenmoor besondere Bedeutung zukommen, hinzu kommen drei Taleinschnitte seiner Zuflüsse, darunter das Walkmühl- und das Kolbental.

## Geschichte
Das Naturschutzgebiet existiert seit 1997.

## Schutzzweck
Es beherbergt zahlreiche geschützte Tier- und Pflanzenarten. Insbesondere mehrere in Deutschland gefährdete Libellenspezies, so die Speer-Azurjungfer, die Gebänderte und die Blauflügel-Prachtlibelle, der Kleine Blaupfeil, die Grüne Mosaikjungfer und die Zweigestreifte Quelljungfer, kommen hier noch in teilweise größerer Zahl vor.
Nähere Angaben zum regionalen Naturschutz enthalten die Liste der Naturschutzgebiete in Kaiserslautern und die Liste der Naturschutzgebiete im Landkreis Kaiserslautern.